# Coleophora leucostoma
Coleophora leucostoma é uma espécie de mariposa do gênero Coleophora pertencente à família Coleophoridae.